# موپار
موپار (به انگلیسی: Mopar) شرکت خودروسازی آمریکایی است، که در زمینه تولید قطعات خودروهای شرکت‌های کرایسلر، جیپ، دوج و فیات فعالیت می‌نماید. 
شرکت موپار در سال ۱۹۲۹ توسط شرکت کرایسلر راه‌اندازی شد و در پی خریداری گروه کرایسلر توسط شرکت ایتالیایی فیات، سپس ادغام دو شرکت، همچنین سپس ادغام پی‌اس‌ای(پژو، سیتروئن) با فیات‌کرایسلر، هم‌اکنون متعلق به استلانتیس می‌باشد.